# أنسيانت (شركة)
أنسيانت (بالإنجليزية:Ancient) شركة يابانية متخصصة في تطوير ألعاب الفيديو تأسست في 1 أبريل 1990 ويقع مقر الشركة في مدينة هينو في طوكيو.

## ألعاب قامت بطويرها
- ستريتس أوف ريج 2 (1993)
- بيوند أوسيس (1994)

## روابط خارجية
- الموقع الرسمي
 (باليابانية)